# Мулы (Угорское сельское поселение)
Мулы — опустевшая деревня в Верхошижемском районе Кировской области в составе Угорского сельского поселения. 

## География
Находится на расстоянии примерно 12 км на северо-восток от районного центра посёлка Верхошижемье. 

## История
Была известна с 1764 года как починок Мулинский с населением 13 жителей. В 1873 году здесь учтено дворов 8 и жителей 70, в 1905 9 и 62, в 1926 (уже деревня Мулы) 13 и 84, в 1950 10 и 42. В 1989 году уже не осталось жителей. Позже в деревне поселился  Анатолий Пантелеевич Федосимов, офицер в отставке, бывший преподаватель, который прожил здесь еще 24 года.

## Население
Постоянное население  составляло 1 человек (русские 100%) в 2002 году, 0 в 2010.